# Bob Denard
Bob Denard, pseudonimo di Gilbert Bourgeaud, noto anche con gli appellativi Il Vecchio (presso i suoi compagni d'arme), Boku (dato dai cittadini delle Isole Comore) e, dopo la conversione all'Islam, anche come Said Mustapha M'hadjou (Grayan-et-l'Hôpital, 7 aprile 1929 – Parigi, 13 ottobre 2007), è stato un mercenario francese, attivo in diversi paesi del mondo dagli anni 1960 all'inizio degli anni 2000, principalmente nella Françafrique.

## Biografia
Denard, figlio di un impiegato statale, si arruolò nella Marine nationale, la marina francese, durante la prima guerra d'Indocina dove fu sottufficiale. Tornato in patria, proseguì la carriera militare. Dal 1952 al 1957 fu nei reparti antiterrorismo in Marocco, mentre in seguito lavorò per i servizi segreti francesi durante la guerra in Algeria. nello stesso periodo si ebbe il suo coinvolgimento nell'attentato al Primo Ministro francese Pierre Mendès France.

### La lotta per l'indipendenza del Katanga
Iniziò la propria carriera di mercenario nel 1961, partecipando alla guerra d'indipendenza – votata alla formazione di uno Stato federale di regioni indipendenti – dalla parte del Katanga capeggiata da Moise Ciombe. Con l'intervento delle truppe dell'ONU, che ordinò a Ciombe di espellere tutti i bianchi dal Katanga, Denard fu costretto con centinaia di altri mercenari a riparare in Angola, mentre Ciombe stesso fu costretto pochi mesi dopo all'esilio a Madrid.
Quando il presidente Kasavubu, d'accordo con Mobutu, decise di richiamare Ciombe dall'esilio, questi ricorse nuovamente agli affreux per pacificare il paese. Denard quindi tornò in Congo nel 1964 per unirsi al reparto del Colonnello Lamouline, il "6° Commando" (costituito da elementi francesi, italiani, belgi, portoghesi e di altra nazionalità e diviso dal 5°, formato da anglosassoni), di cui assunse la guida nel 1967.
Il 5 luglio 1967, dopo l'ennesimo colpo di Stato ed il nuovo esilio di Ciombe, Mobutu diede ordine tramite un annuncio diffuso a Radio Kinshasa che tutti gli uomini al seguito di Denard, essendosi ribellati al governo, erano da considerarsi dei ribelli. Cominciò quindi il rastrellamento e l'arresto in massa di tutti i volontari europei dell'ANC (Armata Nazionale Congolese), molti dei quali torturati ed uccisi. Denard, consigliere di stato maggiore di Mobutu stesso, si trovò in una situazione difficile e, per salvare i sopravvissuti, fece fronte comune contro i katanghesi. Il giorno successivo Denard viene ferito gravemente alla testa da un proiettile vagante, a causa del quale viene evacuato su un Douglas DC-3 in Rhodesia per ricevere cure, lasciando il comando del Sesto Codo a Jean Schramme dopo aver ordinato di ripiegare su Bukavu, dove si sarebbero uniti gli altri mercenari provenienti da Kolwezi. Una volta guarito, Denard organizzò una spedizione per giungere in aiuto delle truppe lasciate a Bukavu, che nel frattempo stavano sostenendo in poco più di un centinaio un assedio contro quindicimila uomini dell'ANC. In Angola radunò 110 volontari europei e trecento katanghesi, suddivisi in tre plotoni, con i quali entrò il 1º novembre in Congo con l'obbiettivo di prendere Dilolo, Kasagi e Kolwezi da tre direttrici, senza però avere successo. Questa fu l'ultima grande battaglia in Congo prima della ripartenza per l'Europa.

### L'interventismo su scala mondiale
Nel 1967 ricompare in Gabon come consigliere militare del presidente Omar Bongo, insieme ad una squadra personale di ex legionari.
Nel 1975 si trova a combattere nella guerra civile angolana, inserita nel contesto della più ampia Guerra di indipendenza della Namibia.
Operò inoltre in Yemen, addestrando i soldati monarchici contro l'Egitto di Nasser, in Biafra, dove i suoi soldati di ventura vennero soprannominati mercenari della carità per il sostegno alla causa indipendentista di quel popolo. Successivamente in Kurdistan, Nigeria, Libia ed a sostegno della minoranza Karen oppressa dalla dittatura militare in Birmania.
Nel 1976, con l'appoggio della Francia, tentò un colpo di Stato nel Benin, fallendo però nell'intento. Fu proprio in questa occasione che il suo impegno come capo mercenario divenne pubblico, costringendolo ad un periodo di spostamenti tra i vari Stati africani, sostenuto dalla protezione dei governi locali e della Francia stessa.
Denard fu per tutti gli anni settanta sotto l'attenzione di capi di stato, guerriglieri e ribelli di tutto il mondo, con i quali si ritrovava presso il bar al piano terra del Novotel, nel quartiere di Des Halles di Parigi. In questo periodo venne contattato anche da Clint Eastwood che, da poco divenuto anche regista, gli propose di produrre un film sulla sua vita e le imprese africane. Dopo tre incontri e periodi passati ad Hollywood a lavorare sul soggetto del film, con l'unica condizione che fosse Eastwood ad interpretare il ruolo del mercenario, improvvisamente il progetto naufragò.

### Le Comore

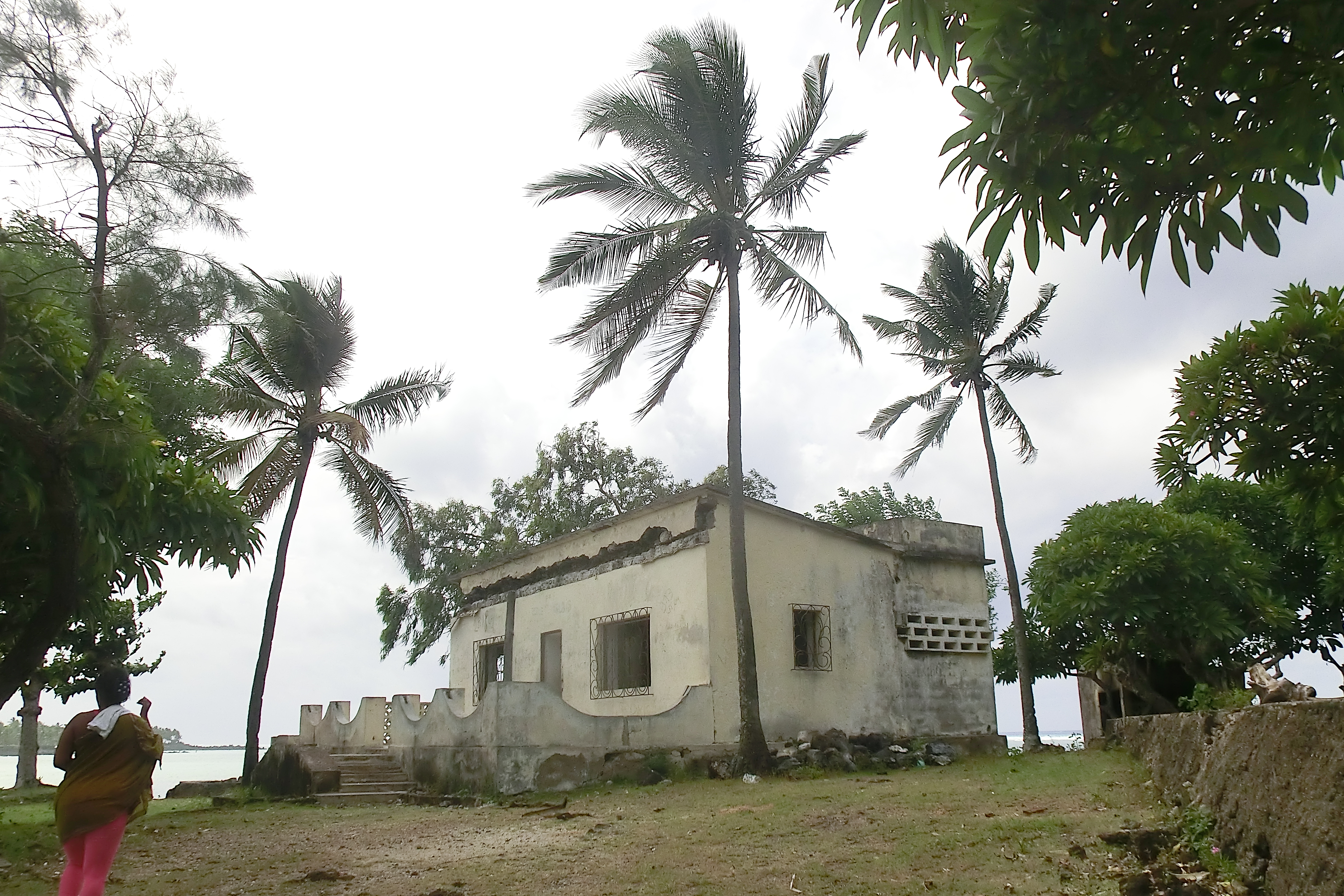

Denard torna sul campo il 13 maggio 1978, coordinando sul campo l'Operazione Atlantide, quando con un commando di volontari europei depose il presidente delle Comore Ahmed Abdallah, sostituendolo con Alì Soilih. Qui si convertì all'Islam, cambiando nome in Said Mustapha M'hadjou e divenendo marito di più mogli e padre di più figli. Creò la Guardia Presidenziale Comoriana, un'efficiente unità comandata da ufficiali europei che, oltre ad occuparsi della sicurezza del presidente, operava per la costruzione delle infrastrutture fondamentali per la nazione e lo sviluppo turistico delle isole. Venne soprannominato dagli isolani "Baku", ossia "Il Saggio".
Finita la guerra fredda e quindi l'utilità di Denard in funzione anticomunista, nel 1989 venne operato un colpo di Stato da una parte dell'esercito comoriano, durante il quale il presidente venne ucciso e Denard paradossalmente sospettato dell'omicidio. Nel dicembre dello stesso anno, Denard ed i suoi riuscirono comunque a fuggire su un vecchio Dakota con destinazione Kenya.
Alla fine degli anni 1980, Denard subì una serie di inchieste giudiziarie, tra cui l'accusa di omicidio del presidente Abdallah, dalla quale venne scagionato grazie alla testimonianza degli stessi figli dell'ex presidente.

### Le ultime spedizioni
Nel 1992, con il tentativo fallito dei figli di Abdallah di tornare al potere ed il loro conseguente imprigionamento, Denard intervenne telefonando al responsabile delle forze armate Azalì, minacciandolo in caso di mancato rilascio dei prigionieri. Non ottenendo risultato, nel 1995 organizzò a 66 anni un nuovo sbarco alle Comore, ottenendo la liberazione degli ostaggi ma finendo egli stesso nel carcere della Santé per dieci mesi. Durante il successivo processo, numerosi politici di formazione gollista parlarono in difesa di Denard.
Alla metà del decennio Denard ed i suoi mercenari tornarono in Congo, che nel frattempo aveva preso il nome di Zaire, schierandosi nuovamente dalla parte di Mobutu contro la ribellione di Laurent-Désiré Kabila, sostenuto da Washington, per mantenere la presenza europea e francese nel paese. Inizialmente l'intervento di Denard spostò la bilancia del conflitto dalla parte lealista, contenendo l'avanzata dei ribelli, per la prima volta dall'inizio della guerra. Ben presto però il successo arrise a Kabila, grazie all'aiuto di consiglieri militari americani e israeliani, ma soprattutto per il peso economico e tecnologico apportato dagli stessi, che riuscirono a monitorare gli spostamenti delle truppe guidate dai volontari europei per aggirarli e colpirli alle spalle. Come in passato gli affreux di Denard, pur in difficoltà, furono gli unici capaci di garantire l'incolumità della popolazione in fuga, impedendo l'uso di mine antiuomo e scortando i civili in zone sicure, punendo chiunque si lasciasse andare a saccheggi e violenze.
Alla fine degli anni 1990 operò una consulenza a favore del comandante Aḥmad Shāh Masʿūd, in quel periodo arroccato nel nord dell'Afghanistan pressato dalle milizie Taliban. Il Leone del Panshir, comandante dei mujaheddin, la cui resistenza era impopolare presso il Dipartimento di Stato statunitense, sostenitore degli studenti di teologia islamica, contattò Denard tramite un suo collaboratore. L'operazione fu studiata nei dettagli, straordinariamente senza incontri presso il Novotel per questioni di sicurezza. Vennero addestrate alcune unità speciali di mujaheddin per compiere azioni lampo dietro le linee talebane, anche usando i vecchi elicotteri militari sovietici, di cui Massoud ancora disponeva.
La consulenza di Denard fu totalmente gratuita.
Ancora nel 2002 Denard fu iscritto nel registro degli indagati della Procura della Repubblica di Verona da Guido Papalia, che citò Denard con l'accusa di aver reclutato, insieme a Daniele Zanata alias Daniel Van Horne, mercenari negli ambienti dell'estrema destra italiana come il veronese Franco Nerozzi per un golpe ai danni di Azali Assoumani, presidente delle Comore che si era opposto al rientro nel proprio paese di Denard. La sentenza definitiva fu emessa dal procuratore francese Olivier Bray, che lo condannò a cinque anni nel 2006, nel corso di un procedimento durante il quale emersero tutte le responsabilità del governo francese nelle operazioni affidate a Denard ed il ruolo determinante di Jacques Foccart, responsabile delle politiche africane all'Eliseo.
Denard morì il 14 ottobre 2007, da tempo affetto dalla malattia di Alzheimer. Il funerale si svolse presso la chiesa parigina di Saint Francois Xavier. Il feretro uscì tra due ali di mercenari, seguito dai veterani, tutti con il basco da paracadutista in testa e le decorazioni sul petto, accompagnato da due bandiere. Mentre il picchetto d'onore salutò militarmente, i mercenari intonarono la canzone d'addio Les oies sauvages ("Le oche selvagge").